# Världsmästerskapet i ishockey för division III
Världsmästerskap i ishockey för division III (engelska: IIHF World Championship Division III) är en årlig idrottstävling som anordnas av Internationella ishockeyförbundet.
Divisionstävlingen spelas i två grupper.

### Resultat
| År   | Värdnation (-er)                                        | Uppflyttning ▲        | Uppflyttning ▲ |
| År   | Värdnation (-er)                                        | Mästare               | 2:a plats      |
| ---- | ------------------------------------------------------- | --------------------- | -------------- |
| 2003 | Nya Zeeland                                             | Nya Zeeland           | Luxemburg      |
| 2004 | Island                                                  | Island                | Turkiet        |
| 2005 | Mexiko                                                  | Mexiko                | Sydafrika      |
| 2006 | Island                                                  | Island                | Turkiet        |
| 2007 | Irland                                                  | Nya Zeeland           | Irland         |
| 2008 | Luxemburg                                               | Nordkorea             | Sydafrika      |
| 2009 | Nya Zeeland                                             | Nya Zeeland           | Turkiet        |
| 2010 | Luxemburg Armenien (kvalificering)                      | Nordkorea             | Irland         |
| 2011 | Sydafrika                                               | Israel                | Sydafrika      |
| 2012 | Turkiet                                                 | Turkiet               | Nordkorea      |
| 2013 | Sydafrika Förenade arabemiraten (kvalificering)         | Sydafrika             | Nordkorea      |
| 2014 | Luxemburg                                               | Bulgarien             | Nordkorea      |
| 2015 | Turkiet                                                 | Nordkorea             | Turkiet        |
| 2016 | Turkiet                                                 | Turkiet               | Sydafrika      |
| 2017 | Bulgarien                                               | Luxemburg             | Bulgarien      |
| 2018 | Sydafrika Bosnien och Hercegovina (kvalificering)       | Georgien              | Bulgarien      |
| 2019 | Bulgarien Förenade arabemiraten (kvalificering)         | Bulgarien             | Turkiet        |
| 2022 | Luxemburg (grupp A) Sydafrika (grupp B)                 | Förenade arabemiraten | Turkiet        |
| 2023 | Sydafrika (grupp A) Bosnien och Hercegovina (grupp B)   | Kinesiska Taipei      | Turkmenistan   |
| 2024 | Kirgizistan (grupp A) Bosnien och Hercegovina (grupp B) | Thailand              | Kirgizistan    |
| 2025 | Turkiet (grupp A) Mexiko (grupp B)                      | Kirgizistan           | Turkmenistan   |
| 2026 | Sydafrika (grupp A) Hongkong (grupp B)                  |                       |                |

| År   | Värdnation (-er)                                  | Uppflyttning ▲     | Uppflyttning ▲        | Nedflyttning ▼                  | Nedflyttning ▼ |
| År   | Värdnation (-er)                                  | Till Division II B | Till Division III     | Till Division III Kvalificering |                |
| ---- | ------------------------------------------------- | ------------------ | --------------------- | ------------------------------- | -------------- |
| 2018 | Sydafrika Bosnien och Hercegovina (kvalificering) | Georgien           | Turkmenistan          | Hongkong                        |                |
| 2019 | Bulgarien Förenade arabemiraten (kvalificering)   | Bulgarien          | Förenade arabemiraten | Sydafrika                       |                |

| År   | Värdnation (-er)                                        | Uppflyttning ▲                          | Uppflyttning ▲                          | Nedflyttning ▼                          | Nedflyttning ▼                          |
| År   | Värdnation (-er)                                        | Till Division II B                      | Till Division III A                     | Till Division III B                     | Till Division IV                        |
| ---- | ------------------------------------------------------- | --------------------------------------- | --------------------------------------- | --------------------------------------- | --------------------------------------- |
| 2020 | Inställd på grund av Covid-19-pandemin.                 | Inställd på grund av Covid-19-pandemin. | Inställd på grund av Covid-19-pandemin. | Inställd på grund av Covid-19-pandemin. | Inställd på grund av Covid-19-pandemin. |
| 2021 | Inställd på grund av Covid-19-pandemin.                 | Inställd på grund av Covid-19-pandemin. | Inställd på grund av Covid-19-pandemin. | Inställd på grund av Covid-19-pandemin. | Inställd på grund av Covid-19-pandemin. |
| 2022 | Luxemburg (grupp A) Sydafrika (grupp B)                 | Förenade arabemiraten                   | Sydafrika                               |                                         |                                         |
| 2023 | Sydafrika (grupp A) Bosnien och Hercegovina (grupp B)   | Kinesiska Taipei                        | Kirgizistan                             | Nordkorea                               | Malaysia                                |
| 2024 | Kirgizistan (grupp A) Bosnien och Hercegovina (grupp B) | Thailand                                | Bosnien och Hercegovina                 | Mexiko                                  | Iran                                    |
| 2025 | Turkiet (grupp A) Mexiko (grupp B)                      | Kirgizistan                             | Mexiko                                  | Luxemburg                               | Singapore                               |
| 2026 | Sydafrika (grupp A) Hongkong (grupp B)                  |                                         |                                         |                                         |                                         |

## Grupp D

### Mästare (1987–2000)
| År   | Landslag       |
| ---- | -------------- |
| 1987 | Australien     |
| 1989 | Belgien        |
| 1990 | Storbritannien |
| 1992 | Spanien        |
| 1994 | Estland        |
| 1995 | Kroatien       |
| 1996 | Litauen        |
| 1997 | Kroatien       |
| 1998 | Bulgarien      |
| 1999 | Spanien        |
| 2000 | Israel         |